# Coca (Spanien)
Coca ist eine Kleinstadt und eine Gemeinde (municipio) mit 1.703 Einwohnern (Stand: 2024) in der zentralspanischen Provinz Segovia in der autonomen Gemeinschaft Kastilien und León. Die Stadt ist als Kulturgut (Bien de Interés Cultural) in der Kategorie Conjunto histórico-artístico anerkannt.

## Lage und Klima
Die Kleinstadt Coca liegt in der kastilischen Meseta in ca. 785 m Höhe und ungefähr auf halbem Wege zwischen Valladolid und Segovia. Das Klima ist gemäßigt bis warm; Regen (ca. 400 mm/Jahr) fällt mit Ausnahme der trockenen Sommermonate übers Jahr verteilt.

## Bevölkerungsentwicklung
| Jahr      | 1857 | 1900  | 1950  | 2000  | 2018  |
| Einwohner | 723  | 1.409 | 1.898 | 1.968 | 1.774 |

Die Mechanisierung der Landwirtschaft, die Aufgabe bäuerlicher Kleinbetriebe und der daraus resultierende Verlust an Arbeitsplätzen auf dem Lande haben seit der Mitte des 20. Jahrhunderts in den meisten Städten zu einem leichten Anstieg der Bevölkerungszahl geführt.

## Wirtschaft
Coca ist traditionell landwirtschaftlich orientiert, aber auch Kleinhändler, Handwerker und Dienstleister haben sich im Ort niedergelassen. 
Die Stadt lebte früher von der Glasherstellung. Heute spielt der Tourismus in Form der Vermietung von Ferienwohnungen (casas rurales) wegen der nahegelegenen Burg Coca eine bedeutende wirtschaftliche Rolle.

## Geschichte
Spuren menschlicher Besiedelung reichen bis zurück in die Bronzezeit. Die Keltiberer hatten hier eine der größten Ansiedlungen im Einzugsbereich des Duero. Der Ort soll damals etwa 7.000 Einwohner gehabt haben. Die Ansiedlung, die zum Siedlungsgebiet der Arevaker gehörte, war strategisch gut durch die beiden Flüsse Eresma und Voltoya geschützt, die den Ort im Westen und Osten umschließen. Um 220 v. Chr. zog der karthagische Feldherr Hannibal durch diese Gegend. In der Folge gelangte sie unter die Herrschaft der Römer, deren Konsul Lucius Licinius Lucullus den lokalen Widerstand im Jahr 151 v. Chr. brechen konnten, wovon Appian berichtet. Die Römer nannten den Ort, der auf 20.000 Einwohner anwuchs, Cauca. Auch eine der wichtigsten Straßen der Iberischen Halbinsel, die Route von Galicien ins zentrale Kastilien, berührte damals die Stadt. Cauca wurde zwar von den Feldzügen gegen Sertorius (74 v. Chr.) abermals stark betroffen, blühte aber danach erneut auf. Im zweiten Jahrhundert war es ein römisches municipium. Vor allem in der Spätantike war Cauca die Heimat bedeutender römischer Adelsgeschlechter, so wurde der Kaiser Theodosius I. im Jahr 347 hier geboren. Mit dem Einfall der Westgoten im 5. Jahrhundert ging die Bedeutung des Ortes rapide zurück. Seit etwa 712 gehörte Coca zum Machtbereich der Mauren bis Alfons VI. von Kastilien im Jahr 1085 die Stadt zurückeroberte. Im 15. Jahrhundert war Coca im Besitz von Don Íñigo López de Mendoza, Marqués de Santillana und kam danach (1453) an den Bischof Alonso de Fonseca I., der zeitweise auch Ratgeber der kastilischen Könige Johann II. und Heinrich IV. war und in Coca eine Zitadelle erbauen ließ. In dieser Burg stationierte auch Napoleon ab im Jahr 1808 eine Garnison.

## Sehenswürdigkeiten

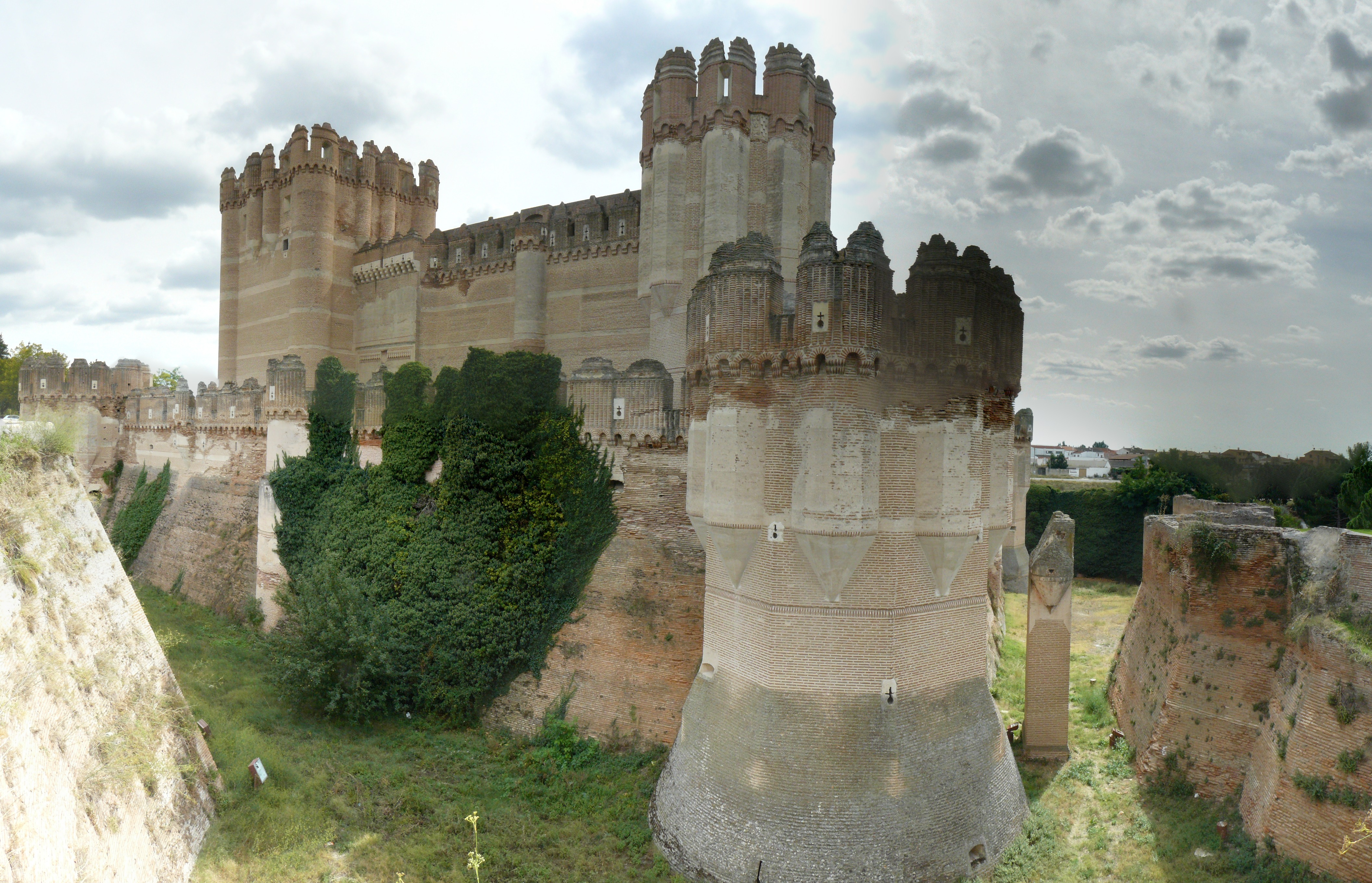
Castillo de Coca

- Wahrzeichen der Stadt ist die Burg (castillo), deren Bau im Jahre 1453 von maurischen Handwerkern begonnen und zu Anfang des 16. Jahrhunderts abgeschlossen wurde. Der Kernbau ist dabei von zwei zinnenbewehrten Mauerringen aus Backstein umgeben, deren Flanken von zahlreichen Rundtürmen geschützt werden.[5]
- Von der römischen Vergangenheit der Stadt zeugen zahlreiche Überreste antiker Gebäude.
- Beeindruckend sind auch die mittelalterlichen Stadtmauern.[6]
- Beim großen Stadttor sind zwei keltische Tierfiguren (verracos) aufgestellt; eine weitere befindet sich bei der Burg.
- Die spätgotische Iglesia Santa Maria la Mayor war im Jahr 1520 fertiggestellt. Das Kirchenschiff wird von einem  Sterngewölbe bedeckt.
- Weithin sichtbar ist der mehrgeschossige Glockenturm (campanario) der zerstörten Kirche San Nicolás. Während der untere Teil aus Bruchsteinmauerwerk besteht, ist der obere Teil zur Gänze in Mudéjar-Manier aus Ziegelsteinen gemauert.
- Das Hospital de Nuestra Señora de la Merced wird im Jahr 1442 erstmals erwähnt. Im Jahr 1907 wurde es vollständig restauriert.
- Neueren Datums sind das imposante Rathaus (ayuntamiento) und das Centro cultural Fonseca.

Umgebung
- Circa einen Kilometer nordöstlich der Stadt befindet sich die im 18. Jahrhundert erbaute Ermita de Santa Rosalia.

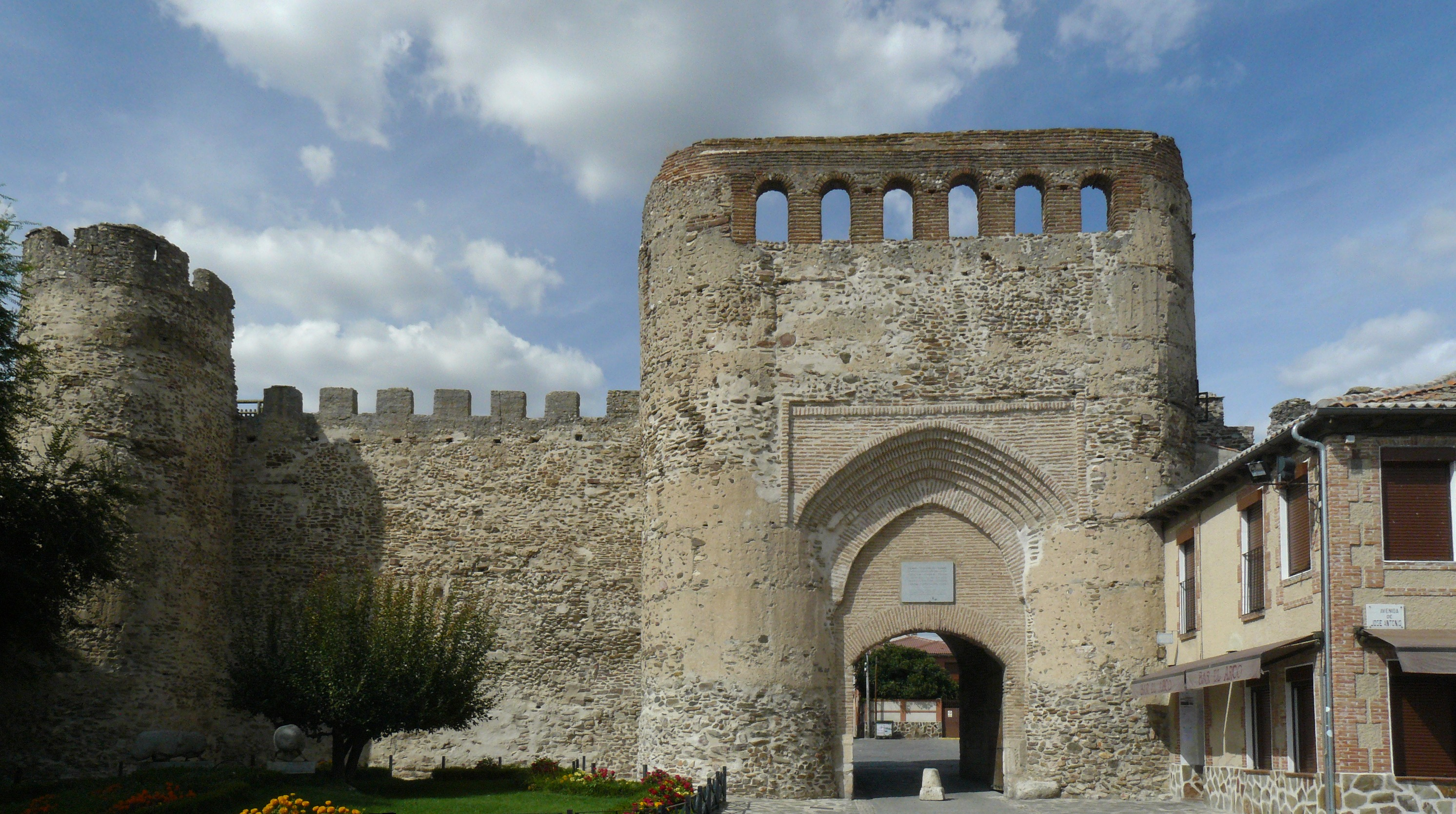
Stadtmauer (muralla)
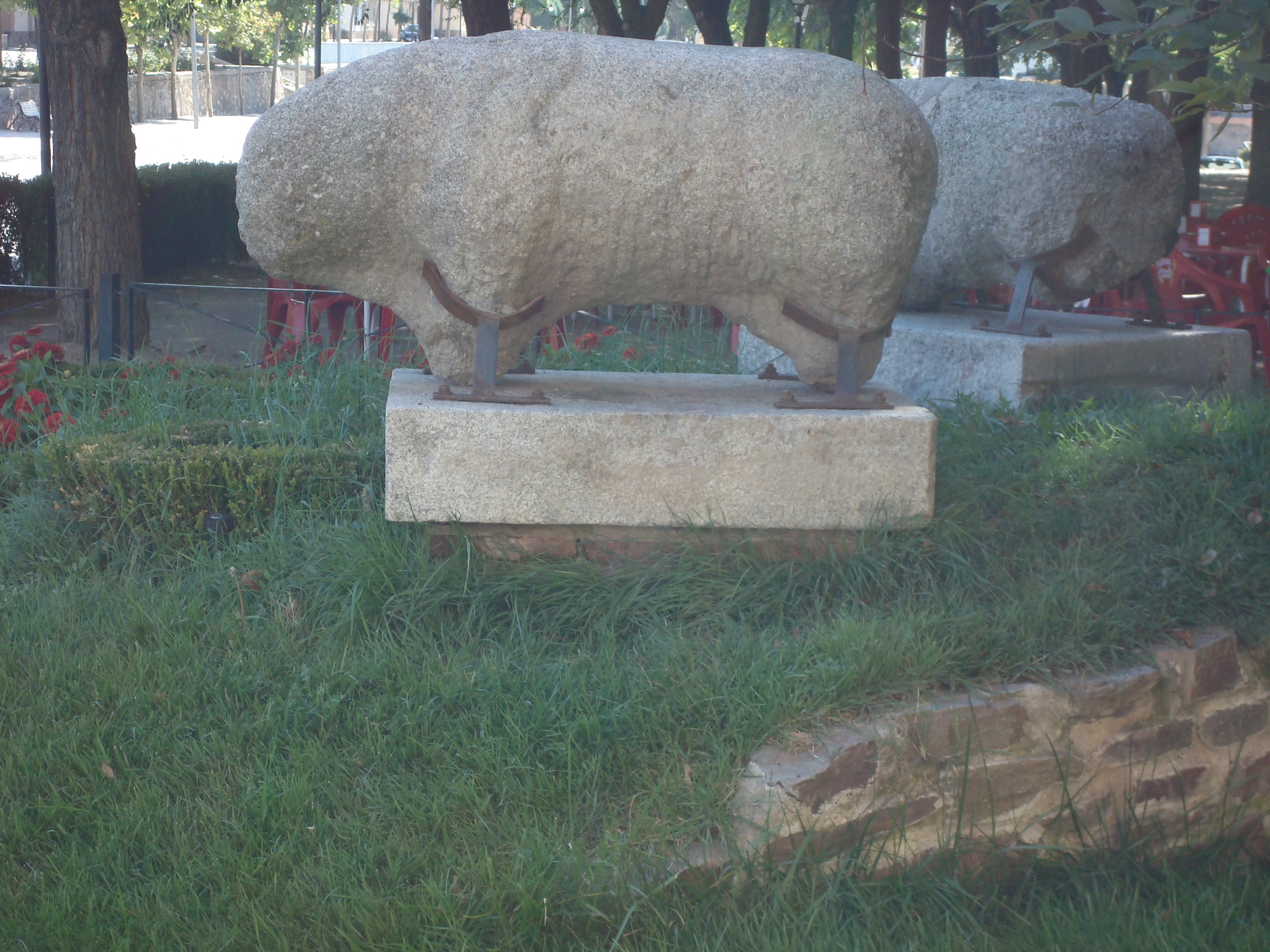
Keltische verraco-Figuren
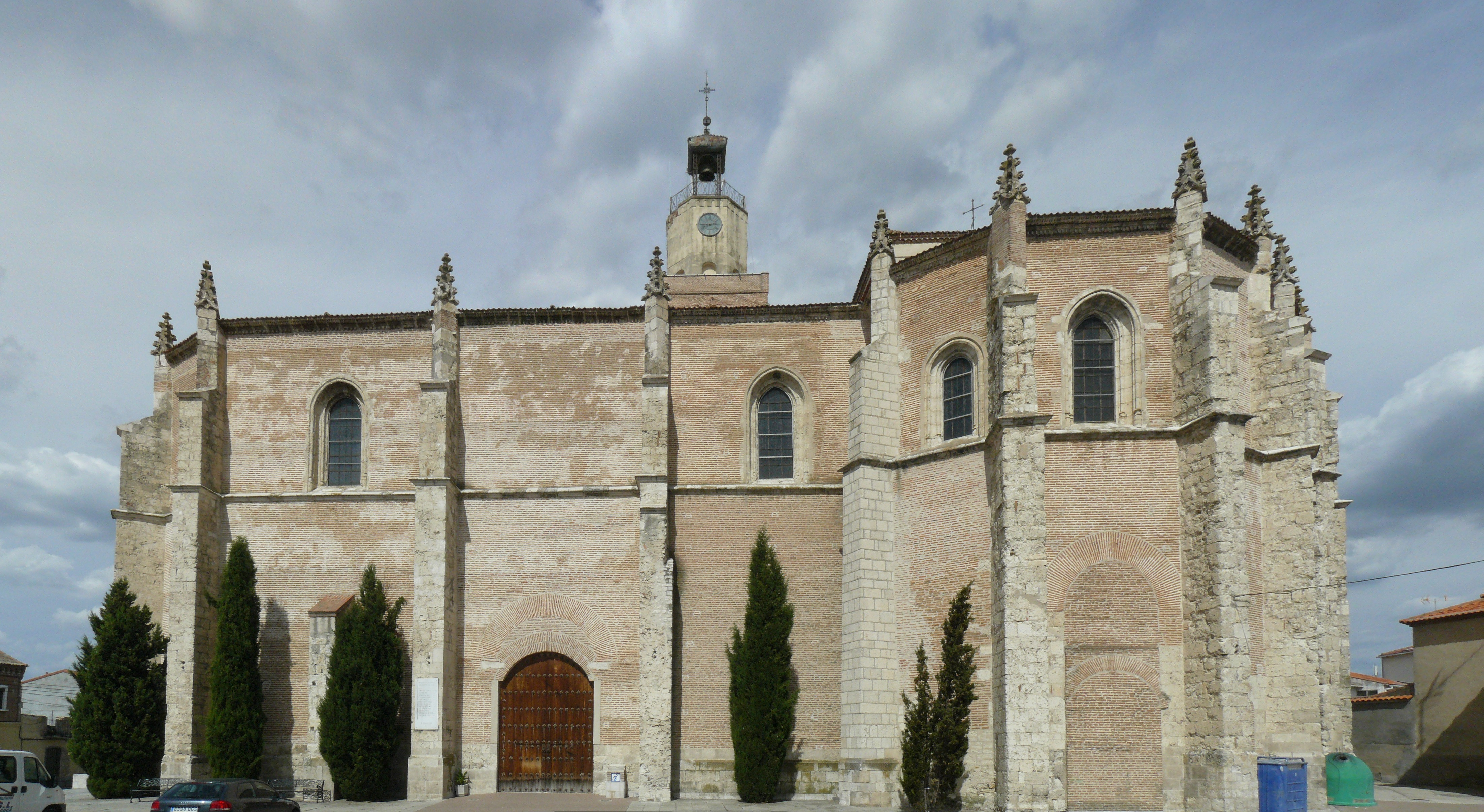
Iglesia de Santa María la Mayor
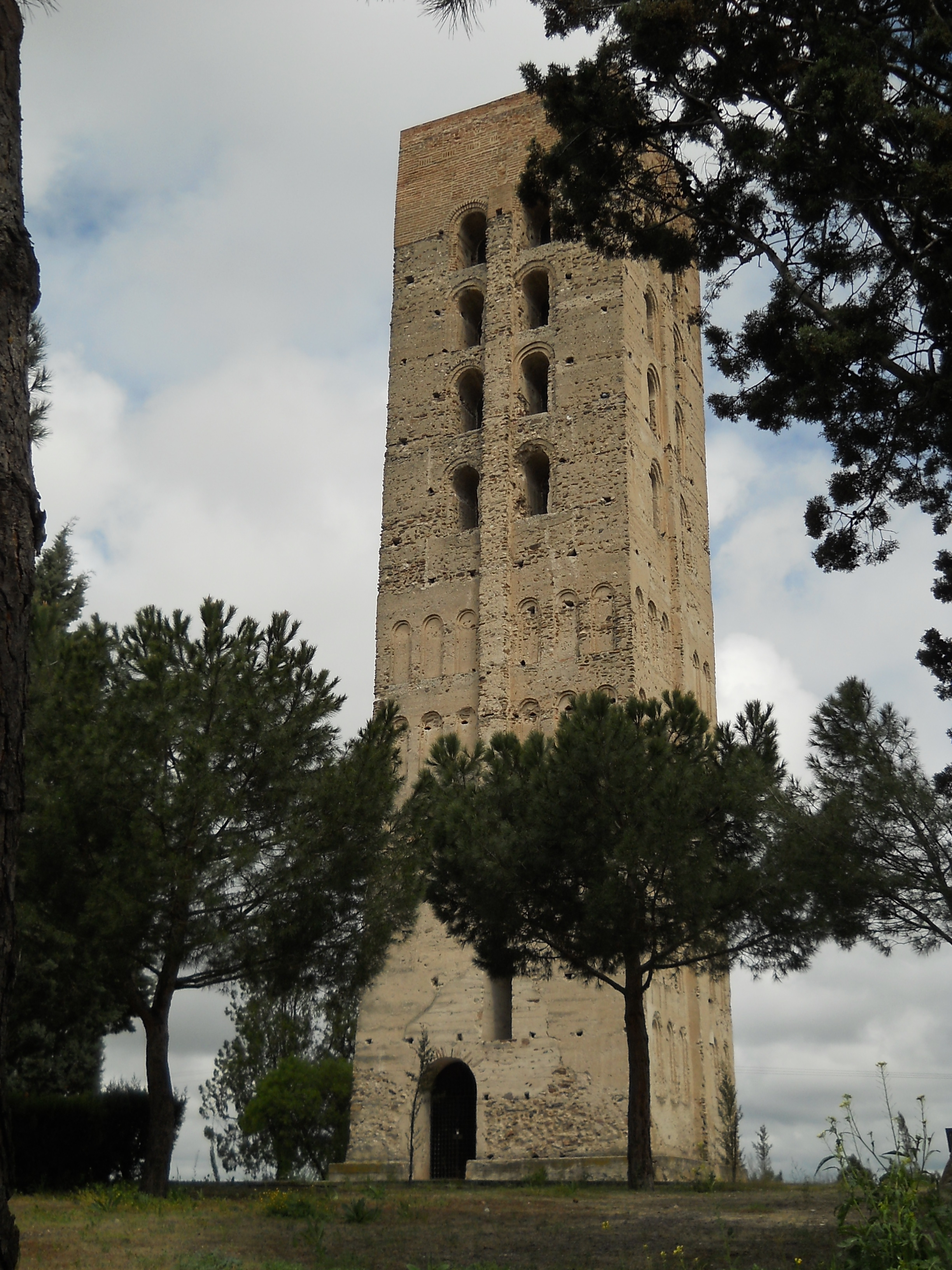
Torre San Nicolás
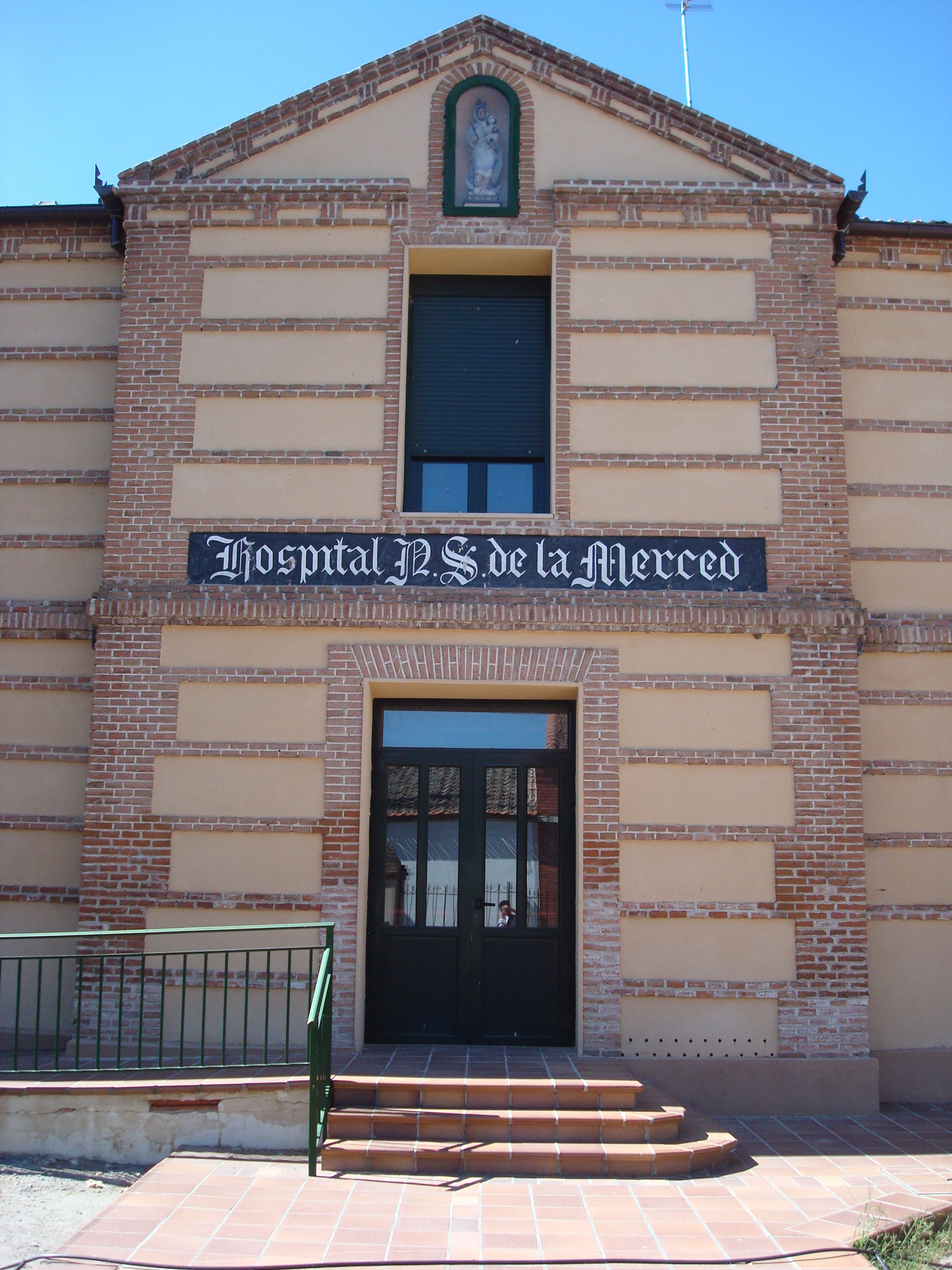
Hospital de la Merced
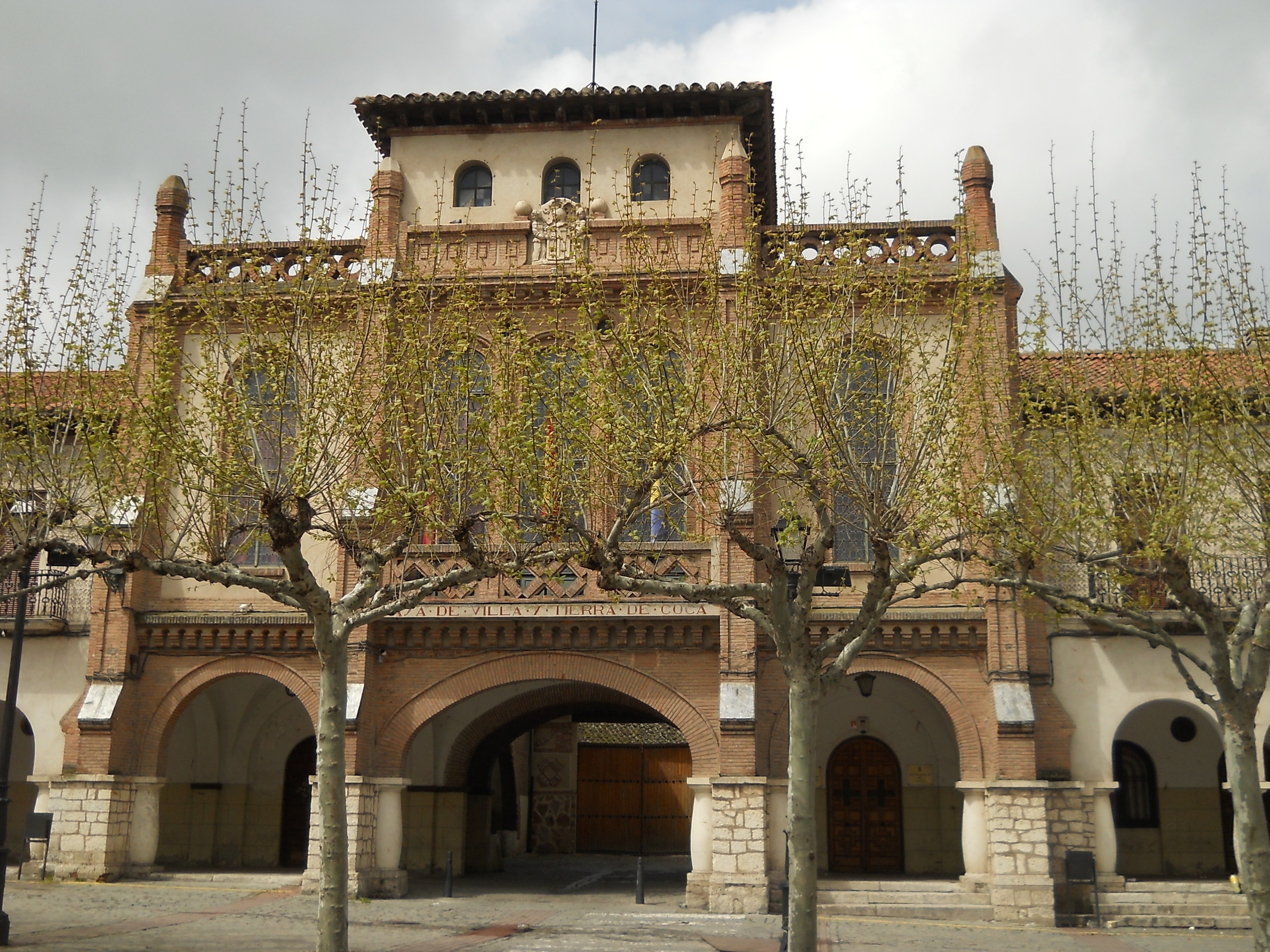
Rathaus (ayuntamiento)